# Andrea Tirali
Andrea Tirali o Tiralli (Venecia, 1657 – Monselice, 28 de junio de 1737) fue un arquitecto italiano que desarrolló su carrera en Venecia y en el Véneto. Su obra, inspirada en la «arquitectura paladiana», se enmarca en el clasicismo veneciano, reconocido como precursor del neoclasicismo europeo.

## Biografía
En su juventud, Tiralli trabajó como cantero y albañil. Apenas se sabe acerca de su formación, probablemente autodidacta, ni de sus primeras obras. Desde 1688 trabajó bajo las órdenes de la «Magistratura de las aguas», órgano que gestionaba la laguna de Venecia de la República de Venecia, primero como ayudante de mantenimiento y, desde 1694, como jefe de ingeniería, dedicándose a la proyección y ejecución de las obras relacionadas con la laguna. Tiralli destacó por su capacidad técnica. En 1688, antes de ser nombrado jefe de ingeniería, había dirigido la reconstrucción del puente de los Tres Arcos en el barrio de Cannaregio de Venecia. 
Su primera obra de peso en el ámbito de la arquitectura, obtenida al vencer en el concurso convocado al efecto, fue la capilla de «San Domenico» en la basílica de San Juan y San Pablo. Después de ese trabajo continuó proyectando y construyendo numerosos edificios en Venecia y sus alrededores, convirtiéndose en uno de los arquitectos de mayor prestigio en la Italia de principios del siglo XVIII.

## Obras
Su obra se considera en su conjunto el punto de cruce entre la cultura barroca del siglo XVII y el clasicismo desarrollado en el siglo XVIII a través del estilo neoclásico que, en Venecia, llegaba todavía impregnado de la herencia del «paladianismo». Algunas de sus obras principales son:
- Capilla de «San Domenico», en la Basílica de San Juan y San Pablo, en Venecia.[4]
- «Porta d’acqua» del Forte San Felice, de estilo dórico, almohadillado con piedra de Istria.
- Monumento del dogi Silvestro Valier a los santos  Giovanni y Paolo (ca. 1704-07).
- Fachada de la iglesia de san Nicolò da Tolentino (1706-11), en la que retoma la idea original de Vincenzo Scamozzi de dotar a la fachada de un pórtico clasicista, en clara referencia al panteón de Roma.[5][6]
- Villa Morosini, después Vendramin Calergi, actualmente en el municipio de Fiesso Umbertiano (1706), Rovigo, encargada por Giovan Francesco Morosini;
- Escuela del Ángel custodio a los santos apóstoles (1713);
- Escalinata del palacio Morosini Sagredo en Santa Sofia (1718-38);
- Diseño del pavimento en traquita de la plaza de San Marcos de Florencia (1723) y restauración de la basílica de San Marcos;
- Santuario de la virgen de la aparición de Pellestrina, Venecia, (1723), con planta octogonal, construido como homenaje a la victoria de Corfù del 1716;
- Fachada de la iglesia de San Vidal (ca. 1734-37) en la que reinterpreta el esquema «paladiano»;
- Palacio Manfrin Venier, (1724-31);
- Palacio Castelli en Santa Marina, Venecia;
- Escalinata del palacio Pisani Moretta;
- Ampliación de Villa Duodo en Monselice, encargado por Nicola Duodo; los trabajos se concluyeron tras el fallecimiento de Tirali, en 1737.